# Targhe d'immatricolazione della Mongolia

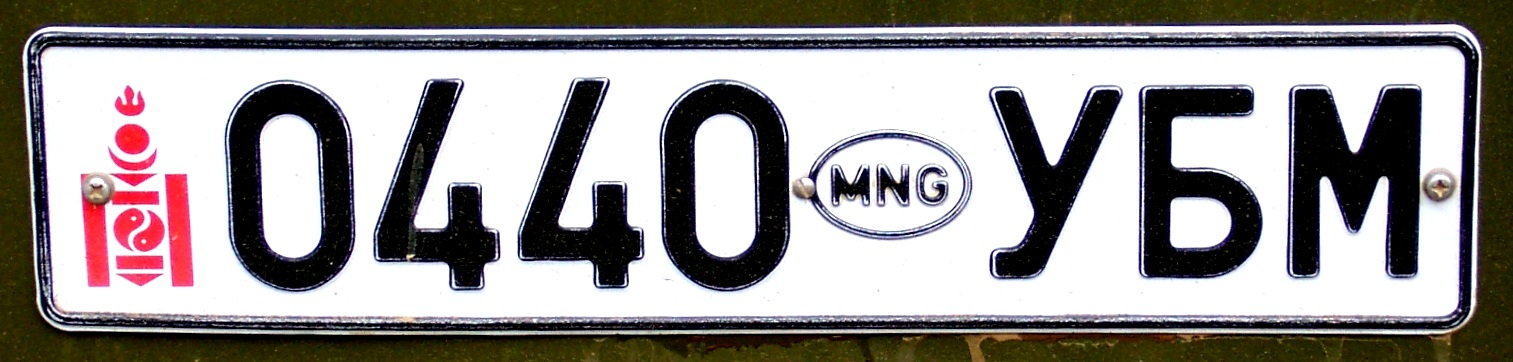
Formato standard

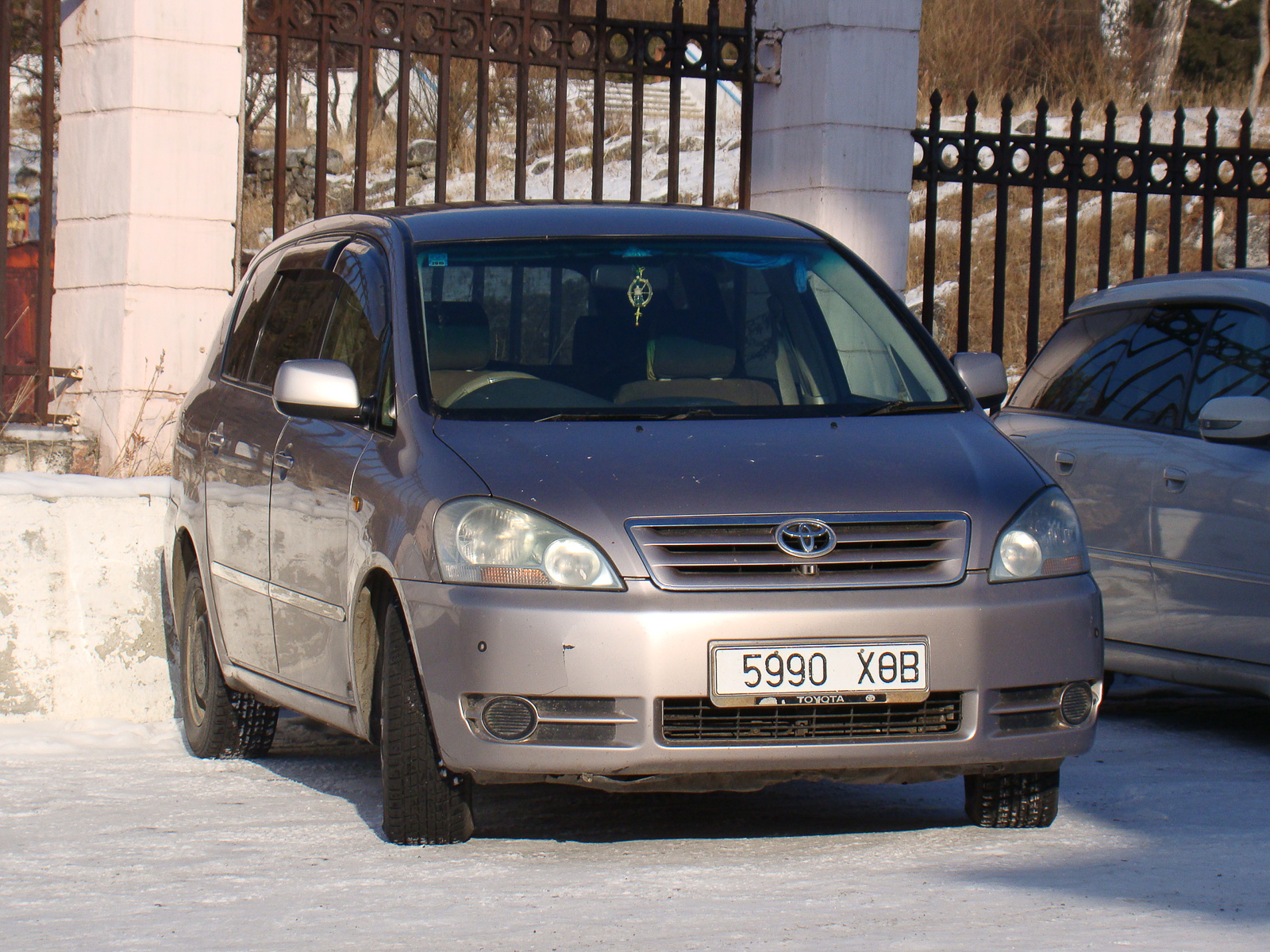
Targa anteriore di un'autovettura della provincia del Hôvsgôl

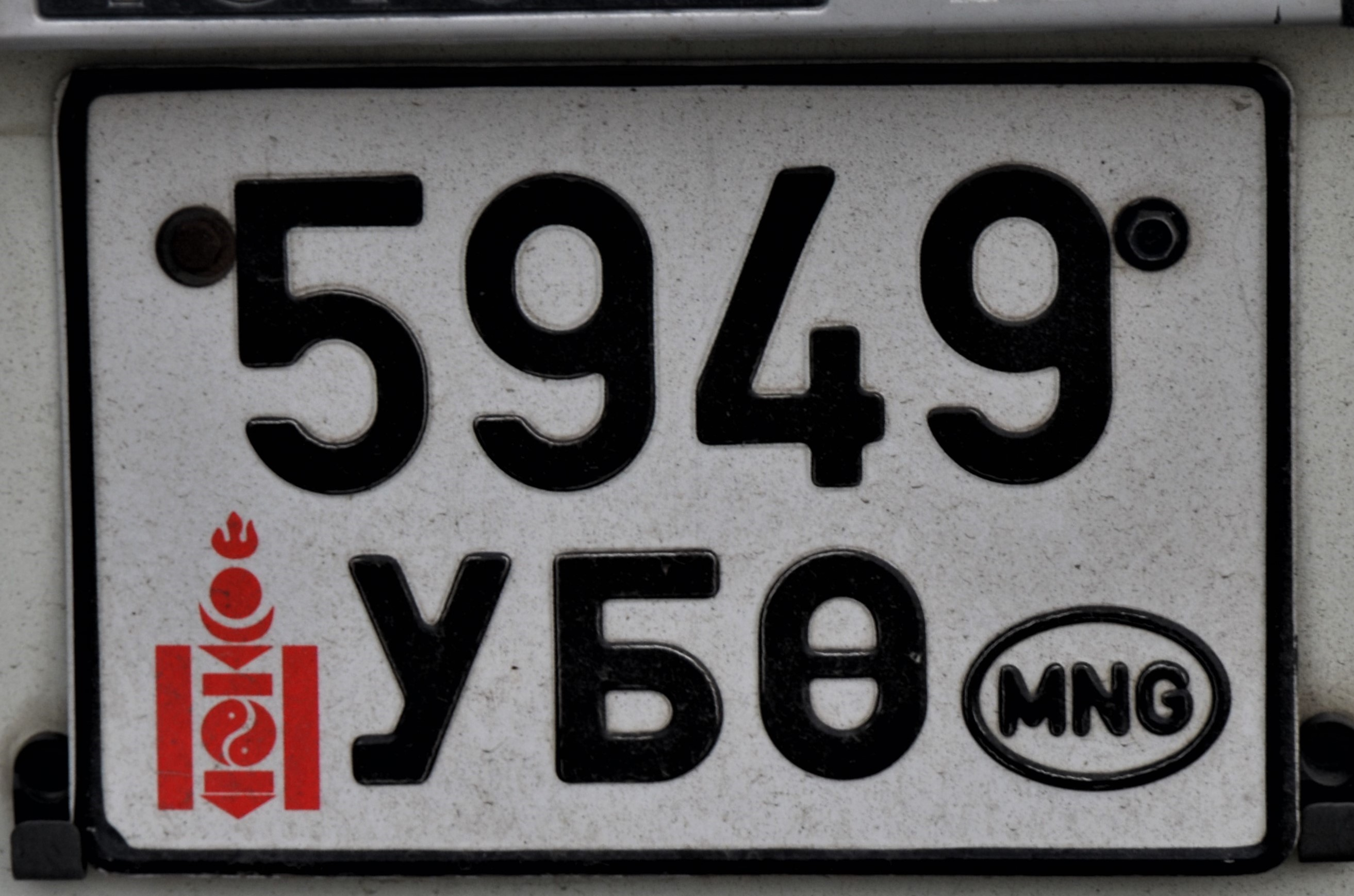
Targa posteriore su doppia linea di un'automobile immatricolata a Ulan Bator

Le targhe d'immatricolazione della Mongolia hanno quattro cifre e tre lettere in cirillico distribuite su una o due linee. Quelle su un'unica riga corrispondono agli standard europei (520 × 110 mm), quelle su doppia linea al formato americano (300 × 150 mm). 
Nel 2001 sono stati introdotti il simbolo nazionale del Sojombo in rosso, a sinistra delle cifre, e la sigla automobilistica internazionale (inizialmente MGL dal 2001 al 2002, quando è subentrato il codice MNG utilizzato tuttora), posizionata dentro un pittogramma ovale bianco a destra delle cifre. 
Le prime due lettere indicano la provincia (ajmag) o città o distretto dove il veicolo è stato immatricolato, la terza lettera (non presente nei rimorchi) è seriale. 
L'ordine della tabella seguente è quello dell'alfabeto cirillico mongolo.
| Sigla          | Area di immatricolazione                | Sigla | Area di immatricolazione              |
| -------------- | --------------------------------------- | ----- | ------------------------------------- |
| АР             | Архангай / Provincia dell'Arhangaj      | БH    | Баянхонгор / Provincia di Bajanhongor |
| БӨ             | Баян-Улгий / Provincia del Bajan-Ôlgij  | БP    | Багануур / Baganuur                   |
| БУ             | Булган / Provincia di Bulgan            | ГА    | Говь-Алтай / Provincia del Gov'-Altaj |
| ГС             | Говь-Сумбэр / Provincia del Gov'-Sùmbėr | ДА    | Дархан / Darhan                       |
| ДГ             | Дорноговь / Provincia del Dornogov'     | ДО    | Дорнод / Provincia del Dornod         |
| ДУ             | Дундговь / Provincia del Dundgov'       | ЗА    | Завхан / Provincia del Zavhan         |
| НА             | Налайх / Nalajh                         | ОР    | Орхон / Provincia dell'Orhon          |
| ӨВ             | Уверхангай / Provincia del Ôvôrhangaj   | ӨМ    | Умнеговь / Provincia dell'Ômnôgov'    |
| СБ             | Сухэ-Батор (город) / Sùhbaatar          | СУ    | Сухэ-Батор / Provincia di Sùhbaatar   |
| СЭ             | Сэлэнгэ / Provincia del Sėlėngė         | ТӨ    | Туве / Provincia del Tôv              |
| УБ, УН, УA, УE | Улан-Батор / Ulan Bator                 | УВ    | Увс / Provincia dell'Uvs              |
| ХО             | Ховд / Provincia di Hovd                | ХӨ    | Хувсгел / Provincia del Hôvsgôl       |
| ХЭ             | Хэнтий / Provincia dell'Hentij          | ЧО    | Чойбалсан / Choibalsan                |
| ЭТ             | Эрдэнэт / Erdenet                       |       |                                       |

## Formati speciali

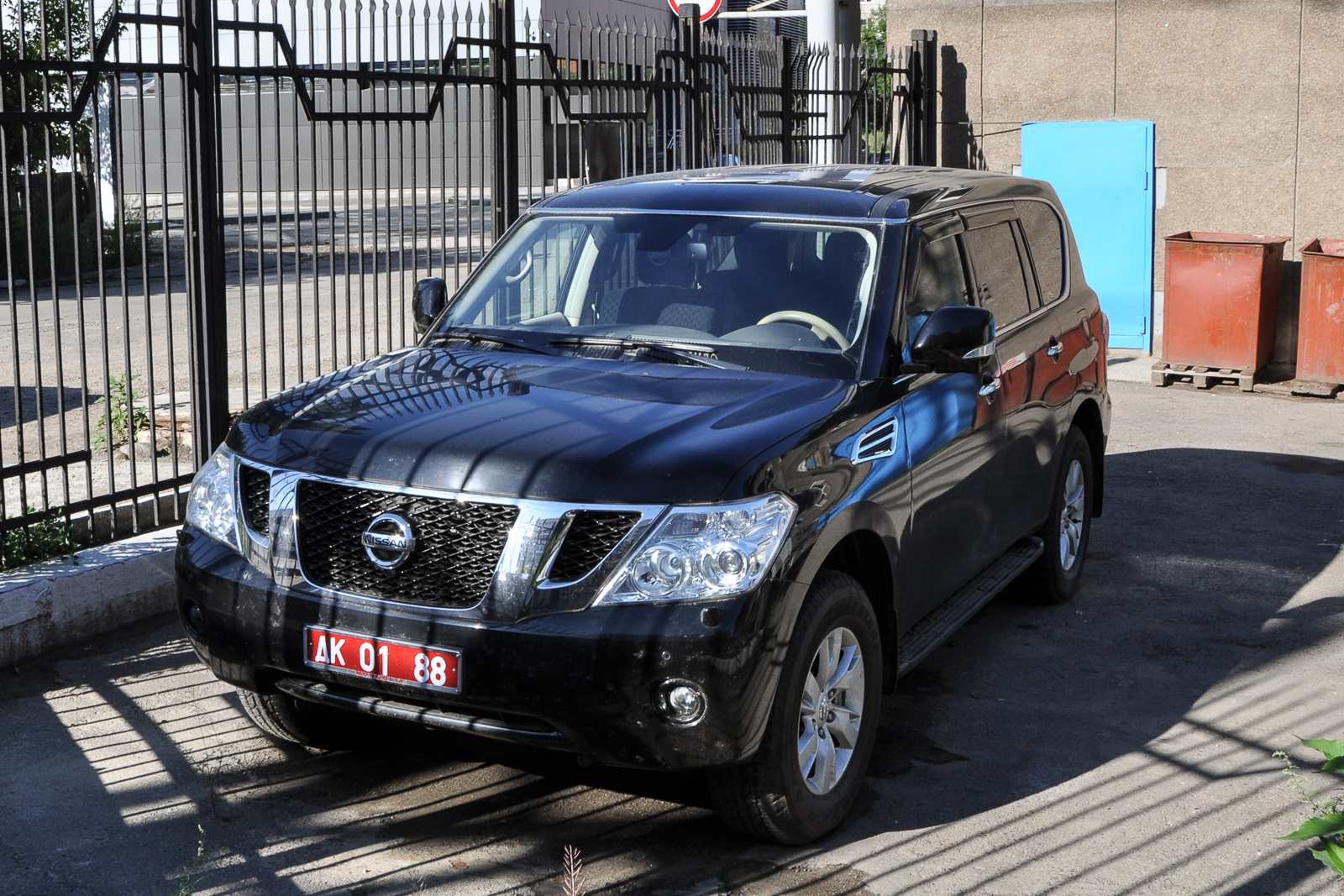
Targa diplomatica

- Le targhe diplomatiche sono rosse con caratteri bianchi; due numeri formati da due cifre sono preceduti (o raramente seguiti) dalle lettere ДK, iniziali in cirillico mongolo di "Corpo diplomatico". Il primo numero identifica lo Stato della rappresentanza o l'organizzazione internazionale.
- I veicoli commerciali (compresi i taxi) hanno targhe che si contraddistinguono per i caratteri neri su fondo giallo.
- Le targhe per veicoli elettrici, introdotte nel 2018, non differiscono dalla serie standard, ma le scritte sono bianche su fondo verde riflettente.
- Per le vetture del Corpo di Difesa Speciale dello Stato è emesso un formato bianco con caratteri rossi costituiti da un numero progressivo di quattro cifre seguito dalle lettere fisse TTX, che stanno per Tөрийн Tусгай Xамгаалалтын Байгууллага (Töriin Tusgai Khamgaalaltyn Baiguullaga in mongolo traslitterato).
- Le macchine da costruzione e da miniera sono immatricolate con targhe nere e caratteri bianchi.
- Presumibilmente dal 1994 i mezzi dell'Esercito hanno targhe con caratteri neri su fondo bianco riflettente come quelle ordinarie; le lettere ЦАБ seguono o sormontano un numero progressivo di quattro cifre. I veicoli blindati sono privi di targhe d'immatricolazione. Gli automezzi in dotazione alle truppe di frontiera recano anch'essi targhe con gli stessi colori di quelle standard ma con le lettere invariabili ХЦА[4].
- Da settembre 2023 anche le autovetture ufficiali hanno targhe simili alla serie normale, ma di colore blu con caratteri bianchi; hanno inoltre un codice QR, sotto il pittogramma ovale con le lettere MNG, che identifica l'azienda statale o l'autorità locale. Il simbolo del Sojombo può apparire in giallo all'estrema sinistra.
- Nonostante il formato sia cessato presumibilmente nel 2001, alcuni motocicli della polizia stradale usano tuttora targhe con scritte nere su fondo giallo composte da una numerazione a quattro cifre sopra le lettere ЗЦГ.